# Коламбія (Каліфорнія)
Коламбія (англ. Columbia) — переписна місцевість (CDP) в США, в окрузі Туолемі штату Каліфорнія. Населення — 2577 осіб (2020).

## Географія
Коламбія розташована за координатами 38°1′49″ пн. ш. 120°24′56″ зх. д. / 38.03028° пн. ш. 120.41556° зх. д. (38.030256, -120.415653).  За даними Бюро перепису населення США в 2010 році переписна місцевість мала площу 15,49 км², з яких 15,44 км² — суходіл та 0,05 км² — водойми.

## Демографія
Згідно з переписом 2010 року, у переписній місцевості мешкало 2297 осіб у 1002 домогосподарствах у складі 608 родин. Густота населення становила 148 осіб/км².  Було 1117 помешкань (72/км²).
Расовий склад населення:
| - 89,9 % — білих - 1,3 % — азіатів - 1,2 % — чорних або афроамериканців - 1,1 % — корінних американців - 1,2 % — осіб інших рас |

До двох чи більше рас належало 5,4 %. Частка іспаномовних становила 7,4 % від усіх жителів.
За віковим діапазоном населення розподілялося таким чином: 20,5 % — особи молодші 18 років, 58,4 % — особи у віці 18—64 років, 21,1 % — особи у віці 65 років та старші. Медіана віку мешканця становила 47,8 року. На 100 осіб жіночої статі у переписній місцевості припадало 97,3 чоловіків;  на 100 жінок у віці від 18 років та старших — 92,9 чоловіків також старших 18 років.
Середній дохід на одне домашнє господарство  становив 55 438 доларів США (медіана — 39 487), а середній дохід на одну сім'ю — 72 744 долари (медіана — 58 134). За межею бідності перебувало 12,9 % осіб, у тому числі 9,5 % дітей у віці до 18 років та 6,8 % осіб у віці 65 років та старших.
Цивільне працевлаштоване населення становило 646 осіб. Основні галузі зайнятості: публічна адміністрація — 26,2 %, роздрібна торгівля — 20,1 %, освіта, охорона здоров'я та соціальна допомога — 16,9 %.